# Hell in a Cell (2013)
Hell in a Cell (2013) foi um evento em pay-per-view de luta profissional produzido pela WWE, que ocorreu em 27 de outubro de 2013, no American Airlines Arena em Miami, Flórida. Foi o quinto evento da cronologia Hell in a Cell.

## Antes do evento
Hell in a Cell (2013) teve lutas de wrestling profissional de diferentes lutadores com rivalidades e histórias pré-determinadas que se desenvolveram no Raw, SmackDown e Main Event — programas de televisão da WWE, tal como nos programas transmitidos pela internet - Superstars e NXT. Os lutadores interpretaram um vilão ou um mocinho seguindo uma série de eventos para gerar tensão, culminando em várias lutas.
A rivalidade principal levada ao Hell in a Cell é entre Daniel Bryan e Randy Orton pelo vago WWE Championship. Depois de derrotar John Cena no SummerSlam para vencer o WWE Championship, em agosto, Bryan foi traído pelo árbitro especial da luta, Triple H, que permitiu que Orton descontasse seu contrato do Money in the Bank e vencesse o cinturão. Na revanche no Night of Champions, em setembro, Bryan venceu Orton para vencer novamente o título, embora o árbitro Scott Armstrong tenha feito uma contagem mais rápida que o comum. Isso resultou na demissão de Armstrong e na retirada do WWE Championship de Daniel Bryan no Raw da noite seguinte. Bryan e Orton tinham uma luta marcada para, o agora vago, título no pay-per-view Battleground em 6 de outubro, terminando sem resultado depois de Big Show interferir atacando ambos os lutadores e juízes da luta, incluindo o retornante Scott Armstrong. Ainda sem campeão, no Raw de 7 de outubro, o gerente geral, Brad Maddox, anunciou que Bryan e Orton vão novamente competir um contra o outro pelo vago título da WWE no evento Hell in a Cell, dessa vez em uma luta Hell in a Cell e com um árbitro convidado escolhido pela audiência, escolhido entre três membros do Hall da Fama da WWE, que foram: Shawn Michaels, Booker T e Bob Backlund; Michaels venceu a votação.
Depois de vencer Rob Van Dam em uma luta hardcore rules no Battleground para reter o World Heavyweight Championship, Alberto Del Rio tentou coagir a gerente geral do SmackDown, Vickie Guerrero na edição do Raw de 7 de outubro a formalmente anunciar que ele era a "face da WWE", dizendo que ele era o único campeão mundial da companhia no momento (com o WWE Championship estando vago) e sem nenhum novo desafiante em vista. Mais tarde no evento, durante sua luta contra seu ex-anunciador se ringue pessoal, Ricardo Rodriguez, Vickie anunciou que Del Rio defenderia seu cinturão contra o retornante John Cena - que está fora de ação desde o SummerSlam devido a uma lesão no cotovelo - no Hell in a Cell.
Outra grande rivalidade dentro da WWE é entre CM Punk e Paul Heyman com seus clientes. Punk iniciou sua rivalidade com Heyman em julho, depois de Heyman custar-lhe a luta Money in the Bank por um contrato pelo Campeonato da WWE, o que resultou em Brock Lesnar, lutador agenciado por Heyman, derrotar Punk no SummerSlam em um luta sem desqualificações. Punk continuou sua rivalidade com Heyman e seu outro cliente, Curtis Axel, resultando em uma luta 2-contra-1 de eliminação sem desqualificações no Night of Champions. Depois de Axel ser eliminado, Punk algemou e atacou Heyman. Ryback salvou Heyman do ataque, jogando Punk em uma mesa e lhe custando o combate. Ryback enfrentou CM Punk no Battleground, mas perdeu a luta, após Punk acertar um golpe baixo no novo "Paul Heyman Guy" sem o juiz ver. A derrota irritou Paul Heyman e Ryback, e foi anunciado oficialmente no site da WWE, em 9 de outubro, que Punk enfrentará Ryback numa revanche no Hell in a Cell. No episódio do Raw de 14 de outubro, Heyman tentou convencer Brad Maddox fazer da luta uma handicap 2-contra-1 com Curtis Axel envolvido. Ao invés disso, Maddox fez um torneio Beat the Clock, onde se Ryback vencesse, Heyman escolheria a estipulação para a luta, e se vencesse, CM Punk, escolhia. Ryback venceu R-Truth com um tempo de 5:44, enquanto Punk venceu Axel faltando 11 segundos para o fim do tempo. Então CM Punk anunciou que gostou da ideia de Heyman de uma luta 2-contra-1 e que enfrentaria Ryback e Paul Heyman em uma luta Hell in a Cell.
No Battleground, Brie Bella lutou contra AJ Lee pelo Divas Championship, mas foi derrotada, devido a Tamina Snuka atacar Nikki Bella do lado de fora do ringue, permitindo que AJ vencesse Brie com uma rolagem. No Raw de 21 de outubro, Brie Bella fez a contagem em AJ Lee (Brie fez equipe com sua irmã, Nikki, enquanto AJ estava com Tamina) para conquistar mais uma oportunidade ao Divas Championship.
No episódio do Raw de 14 de outubro, Cody Rhodes e Goldust derrotaram Seth Rollins e Roman Reigns (coletivamente conhecido como The Shield) para vencer os Tag Team Championships. Na semana seguinte, Rollins e Reigns enfrentaram The Usos (Jimmy e Jey) para decidir o desafiante aos títulos, mas a luta foi encerrada sem um vencedor claro, devido a Rhodes e Goldust (que estavam nos comentários) interferirem. Mais tarde naquela noite, Vickie Guerrero anunciou, no aplicativo da WWE, que os Irmãos Rhodes enfrentarão The Shield e The Usos em uma luta de duplas triple threat no Hell in a Cell com os cinturões em jogo.
O pontapé inicial contaria com Curtis Axel defendendo seu Intercontinental Championship contra Big E Langston. Essa luta surgiu no episódio do Raw de 14 de outubro, quando Langston enfrentaria Axel, no entanto a luta nunca começou, devido a Paul Heyman pegar uma vara para atacar Langston, enquanto Axel e Ryback o ajudavam, até CM Punk salva-lo. A gerente geral do SmackDown (que estava peresente naquela noite), Vickie Guerrero, fez uma luta entre CM Punk com Big E Langston vs. Curtis Axel junto a Ryback, com Langston fazendo a contagem em Axel, para vencer a luta e ter uma oportunidade ao Título Intercontinental no evento. A luta foi cancelada no dia 27 devido a uma lesão de Curtis Axel. No seu lugar foi anunciada a luta entre Kofi Kingston e Damien Sandow.
Outra luta confirmada para o evento contará com Los Matadores (Diego e Fernando) enfrentando The Real Americans (Antonio Cesaro e Jack Swagger)

## Evento
| Papel:              | Nome:                                        |
| ------------------- | -------------------------------------------- |
| Comentaristas       | Michael Cole                                 |
| Comentaristas       | Jerry "The King" Lawler                      |
| Comentaristas       | John "Bradshaw" Layfield                     |
| Comentaristas       | Carlos Cabrera (Espanhol)                    |
| Comentaristas       | Marcelo Rodríguez (Espanhol)                 |
| Comentaristas       | Rey Mysterio (Espanhol)                      |
| Locutores           | Justin Roberts                               |
| Locutores           | Lilian Garcia                                |
| Painel de discussão | Josh Mathews                                 |
| Painel de discussão | Dolph Ziggler                                |
| Painel de discussão | R-Truth                                      |
| Painel de discussão | Kaitlyn                                      |
| Painel de discussão | Big E Langston                               |
| Painel de discussão | Renee Young (Mídias sociais)                 |
| Árbitros            | Mike Chioda                                  |
| Árbitros            | Marc Harris                                  |
| Árbitros            | Rod Zapata                                   |
| Árbitros            | Ryan Tran                                    |
| Árbitros            | Chad Patton                                  |
| Árbitros            | Dan Engler                                   |
| Árbitros            | John Cone                                    |
| Árbitros            | Charles Robinson                             |
| Árbitros            | Shawn Michaels                               |
| Autoridade          | Vickie Guerrero (Gerente Geral do SmackDown) |

### Pré-show
No Kickoff do evento, Damien Sandow e Kofi Kingston se enfrentaram em uma luta dominada por Sandow, mas que também contava com alguns movinentos aéreos de Kofi. Sandow capitalizou a vitória após aplicar um You're Welcome.

### Lutas preliminares
Goldust e Cody Rhodes venceram The Shield (Roman Reigns e Seth Rollins) e The Usos (Jimmy Uso e Jey Uso) na luta mais demorada entre as preliminares. A luta se iniciou com Goldust e Seth Rollins, deixando os Irmãos Uso de fora da luta por enquanto. O combate teve seu maior momento quando Cody Rhodes aplicou um Superplex em Rollins sobre todos os outros participantes da luta para o lado de fora do ringue, após isso, os Uso voltaram ao ringue para atacar The Shield, mas não eram os homens legais na luta, permitindo que Goldust aplicasse um Uppercut em Rollins e Cody um Cross Rhodes para finalizar a luta e reterem os Tag Team Championships.
Na sequencia, Fandango e Summer Rae derrotaram rapidamente  The Great Khali e Natalya após Rae fazer um roll up em Natalya.
A luta a seguir foi entre Big E Langston e Dean Ambrose pelo United States Championship. Langston foi o lutador dominante do combate, chegando até a se chocar fortemente com Ambrose, causando uma lesão em seu olho e no queixo do United States Champion. Por fim, Langston saiu vitorioso, após se atirar contra Dean, mas este não retornou ao ringue, assim, perdendo por contagem. No entanto, por regra, Ambrose não perdeu o cinturão, mas sofreu um Big Ending de Langston.
A quinta luta da noite foi uma Luta 2-contra-1 Paul Heyman junto á Ryback contra CM Punk, no entanto, Heyman não entrou no ringue, mas ficou assistindo a luta de cima da cela. Punk venceu facilmente Ruback após pular em cima dele contra uma mesa e aplicar um Go to Sleep. Depois da luta, CM Punk subiu na jaula e atacou Heyman com uma vara, aplicando um GTS nele também.
A última das lutas preliminares foi Los Matadores (Diego e Fernando) e The Real Americans (Antonio Cesaro e Jack Swagger), onde a dupla espanhola saiu vensedora após Diego e Fernando aplicarem uma combinação de um Bulldog e um STO em Swagger. Após a luta, El Torito ainda aplicou um Hurricanrana em Zeb Colter.

### Lutas principais
A primeira luta principal do evento foi entre o World Heavyweight Champion, Alberto Del Rio. e o retornante de lesão, John Cena, em um combate bastante equilibrado. com Del Rio focando bastante no braço lesionado de Cena, tentando a todo custo aplicar seu Cross Armbreaker. Ao final, Cena venceu após reverter o Armbreaker em um Attitude Adjustment para conquistar pela terceira vez o cinturão.
A penúltima luta da noite foi entre AJ Lee e Brie Bella, valendo o Divas Championship, da qual AJ saiu vencedora para reter o cinturão, após Brie acertar seu joelho, sem querer, em sua irmã, Nikki Bella, permitindo que a campeã aplicasse um Black Window na desafiante para vencer a luta.
O evento principal contou com a luta entre Randy Orton derrotou Daniel Bryan em uma Luta Hell in a Cell com Shawn Michaels como árbitro valendo o vago WWE Championship. A luta começou bastante equilibrada, mas tudo mudou quando Bryan arremessou várias cadeiras ao ringue, mas elas foram utilizadas a favor de Orton ao aplicar um superplex. Randy Orton tentou aplicar um golpe em Bryan, mas este acertou Shawn Michaels, deixando todos ao chão. Triple H, que estava ao redor do ringue, entrou na cela para ver como seu melhor amigo estava, empurrando Daniel Bryan para o canto do ringue. Bryan revidou, atacando o COO com um Double Knee Lift, mas sofreu um Sweet Chin Music de Michaels, permitindo que Orton ganhasse a luta e o WWE Championship.

## Resultados
| Nº                                          | Resultados | Estipulações                                                                   | Tempo |
| ------------------------------------------- | --- | ------------------------------------------------------------------------------ | ----- |
| Pré- show                                   | Damien Sandow derrotou Kofi Kingston                                                                                          | Luta individual                                                                | 7:27  |
| 1                                           | Cody Rhodes e Goldust (c) derrotaram The Shield (Roman Reigns e Seth Rollins) e The Usos (Jimmy Uso e Jey Uso)                | Luta de três duplas pelo WWE Tag Team Championship                             | 14:44 |
| 2                                           | Fandango e Summer Rae derrotaram The Great Khali e Natalya (com Hornswoggle)                                                  | Luta de duplas mistas                                                          | 5:34  |
| 3                                           | Big E Langston derrotou Dean Ambrose (c) por desqualificação                                                                  | Luta individual pelo United States Championship                                | 9:00  |
| 4                                           | CM Punk derrotou Ryback e Paul Heyman                                                                                         | Luta 2-contra-1 Hell in a Cell                                                 | 9:23  |
| 5                                           | Los Matadores (Diego e Fernando) (com El Torito) derrotou The Real Americans (Antonio Cesaro e Jack Swagger) (com Zeb Colter) | Luta de duplas                                                                 | 4:20  |
| 6                                           | John Cena derrotou Alberto Del Rio (c)                                                                                        | Luta individual pelo World Heavyweight Championship                            | 15:11 |
| 7                                           | AJ Lee (com Tamina Snuka) (c) derrotou Brie Bella (com Nikki Bella) por submissão                                             | Luta induvidual pelo Divas Championship                                        | 5:42  |
| 8                                           | Randy Orton derrotou Daniel Bryan                                                                                             | Luta Hell in a Cell pelo vago WWE Championship com Shawn Michaels como árbitro | 21:44 |
| (c) – Refere-se aos campeões antes da luta. | |                                                                                |       |